# 浮田国定
浮田 国定（うきた くにさだ）は、戦国時代の武将。浦上氏の家臣。宇喜多久家の三男。

## 略歴
浦上村宗が戦死する大敗、それに続く混乱の中で宇喜多能家が死に、その子興家も横死するなどして嫡流が没落する中、宇喜多氏の家督を継承し、宇喜多大和守として播磨国の浦上政宗に仕えた。
江戸時代の軍記などで「異母兄・能家と折り合いが悪かったため、天文3年（1534年）島村盛実（島村盛貫）と手を結んで能家を討ち、砥石城主の座に就く（盛実が城主だった時期を経て、その後国定が砥石城主になったという説もある）」などと記されたが、惣領となったため必然城主になったもので、大半は創作である。
天文20年（1551年）、備前に侵攻してきた尼子晴久への対応を巡って、尼子氏に通じた政宗に対し、弟である浦上宗景が備前東部の国人の意を受けて反尼子方として独立した後も、そのまま本家である政宗に与した。砥石城は浦上氏の重要な拠点の一つであり、砥石城奪取を狙う宗景は能家の孫・宇喜多直家に攻略を命じ、これ以後、国定は直家としばしば抗争を繰り広げる。若き日の馬場家職（二郎四郎）などの奮闘もあり度々撃退するも、弘治元年（1555年）から弘治2年（1556年）の間に、ついに砥石城は落城。この際に国定も討ち取られたという。しかし、所領であった豊原荘の半ばが直家に奪われたものの、大和守家自体は残った。

## 子孫
この後、領地を削られた大和守家の後継者と見られる宇喜多五郎左衛門（筑前守）が、永禄六～七年(1563-1564)の三村家親の東部侵攻に同心して直家に反旗を翻し、既に主を直家に替えていた馬場家職（当時、二郎四郎）に、直家を暗殺し沼城に火をかけるよう手紙を出したものの、逆に直家に通報されたことが『馬場家記』に記されている。この功績により、二郎四郎は朱塗りの槍など褒美を受けるとともに、直家から偏諱を受けて名を家職、通称を重介と改めた。
一方、大和守家は残った独立性も失い直家の家臣団に組み込まれたようで、五郎左衛門の子・浮田源五兵衛（宇喜多信濃守）とその子・孫四郎が忍山城を守って戦死したことが見えている。
浮田太郎左衛門（秀国ヵ）は五郎左衛門の次男で、切支丹として長船綱直、中村家正の派閥に属し、宇喜多秀家の直属奉行として活動、浮田騒動により越中に蟄居する前は五千石の組頭であった。